# Adolph Fischer
Adolph Fischer   (Bremen, 1858 - Chicago, 11 de novembre de 1887) va ser un anarquista i sindicalista estatunidenc d'origen alemany jutjat i executat arran de la revolta de Haymarket.

## Biografia
Adolph Fischer va emigrar als Estats Units d'Amèrica el 1873 amb 15 anys i va ser aprenent en una impremta de Little Rock. Més endavant, el 1879, es va traslladar a Saint Louis, on es va unir a la Unió Tipogràfica Alemanya, i el 1881 es va casar amb Johanna Pfauntz amb qui va tenir una filla i dos fills. La família es va traslladar el 1881 a Nashville, on Fischer va treballar per al seu germà com a impressor d'Anzeiger des Südens, una revista per a immigrants alemanys.
El 1883 es va traslladar a Chicago, on es va convertir en impressor de l'Arbeiter-Zeitung, un diari obrerista dirigit per August Spies i Michael Schwab. Es va afiliar a l'Associació Internacional del Poble Treballador i a la Lehr und Wehr Verein, una organització armada de treballadors que es va formar per a fer front als exèrcits privats de la patronal.

### Revolta de Haymarket
Després de la vaga i els enfrontaments a la fàbrica de maquinària agrícola de McCormick Reaper, el 3 de maig de 1886 Fischer va assistir a una assemblea per a organitzar la resposta. Per aquest motiu, Fischer va ser acusat d'imprimir full volanders per anunciar la reunió. Les primeres octavetes, que es van imprimir en anglès i alemany, incloïen la consigna «Obrers, armeu-vos i combateu amb tota la força».
Fischer va assistir a la reunió de Haymarket la nit següent i va escoltar els discursos d'August Spies, Albert Parsons i Samuel Fielden. Cap al final de l'acte va explotar una bomba i es va desencadenar el motí. Després de l'enrenou, Fischer se'n va anar a casa, però va ser detingut l'endemà. Segons la policia, en el moment de la seva detenció, estava en possessió d'un revòlver carregat, una llima esmolada i una detonador. Les proves presentades contra Fischer al judici consistien principalment en el seu paper en la «conspiració de dilluns a la nit» i en la impressió dels fulls volants de Haymarket. També es va destacar la seva pertinença a la Lehr und Wehr Verein. Un testimoni també va afirmar que Fischer tenia la bomba en el moment de l'atemptat. Fischer va ser condemnat amb morir a la forca.
Després que dos dels seus companys acusats escrivissin al governador d'Illinois, Richard James Oglesby, Fischer es va negar a demanar clemència. Va ser penjat l'11 de novembre de 1887, juntament amb Spies, Parsons i George Engel. Les seves últimes paraules van ser: «Visca l'anarquia! Aquest és el moment més feliç de la meva vida!». Ell i la majoria dels altres màrtirs de Haymarket estan enterrats al Monument als Màrtirs de Haymarket al Forest Home Cemetery de Forest Park.